# Gerry Ehrmann
Gerald "Gerry" Ehrmann (Tauberbischofsheim, Alemania Federal, 18 de febrero de 1959) es un exfutbolista alemán, se desempeñaba como guardameta. Jugó en dos clubes distintos, el FC Colonia y el FC Kaiserslautern, y actualmente es el entrenador de porteros de dicho club.

## Clubes
| Club                 | País             | Año         | Partidos | Goles |
| 1. FC Colonia        | Alemania Federal | 1977 - 1984 | 2        | 0     |
| 1. FC Kaiserslautern | Alemania         | 1984 - 1997 | 301      | 0     |

## Palmarés
1. FC Kaiserslautern
- Bundesliga: 1977-78, 1990-91
- Copa de Alemania: 1978, 1983, 1990, 1996

- Datos: Q373569
- Multimedia: Gerald Ehrmann / Q373569